# Pseudorutil
Pseudorutil ist ein selten vorkommendes Mineral aus der Mineralklasse der „Oxide und Hydroxide“ mit der chemischen Zusammensetzung Fe3+2Ti4+3O9 und damit chemisch gesehen ein Eisen-Titan-Oxid.
Pseudorutil kristallisiert im hexagonalen Kristallsystem und entwickelt plattige oder blättrige bis faserige Kristalle, kommt aber auch in Form körniger bis massiger Mineral-Aggregate vor. Das Mineral ist im Allgemeinen undurchsichtig und nur in sehr dünnen Schichten durchsichtig. Die Oberflächen der hellbraunen bis schwarzen, auf frischen Brüchen auch stahlgrauen Kristalle zeigen einen meist eher schwachen Metallglanz. Im Durchlicht erscheint das Mineral auch dunkelrot. Seine Strichfarbe ist dagegen immer rötlichbraun.

## Etymologie und Geschichte
Als G. Teufer und A. K. Temple Anfang der 1960er Jahre Umwandlungsprodukte von Ilmenit aus Florida und New Jersey in den USA, Kollam (ehemals Quilon) in Indien sowie aus Brasilien chemisch analysierten, entdeckten sie neben Rutil auch ein bisher unbekanntes Eisen-Titan-Oxid mit der idealisierten (theoretischen) Zusammensetzung Fe2O3·3TiO2 (Oxidformel), was der Summenformel Fe2Ti3O9 entspricht. Bei ihren 1966 veröffentlichten Untersuchungsergebnissen gaben Teufer und Temple dieser Phase den Namen Pseudorutil, in Anlehnung an dessen chemischer und äußerlicher Verwandtschaft zum Rutil mit dem Zusatz des griechischen Wortstammes ψευδώ [pseudó] für falsch, unecht bzw. vorgetäuscht aufgrund der entsprechenden Verwechslungsgefahr. 
Keines der untersuchten Proben aus den genannten Vorkommen wurde jedoch als Typmaterial benannt, was Ian E. Grey, John A. Watts und Peter Bayliss veranlasste, nach geeignetem Neotyp-Material für eine Neuanalyse des Minerals zu suchen. Sie fanden geeignetes Material auf South Neptune Island rund 70 km südsüdöstlich von Port Lincoln in Südaustralien und konnten Pseudorutil als Umwandlungsprodukt von Ilmenit mit einem Massenanteil von rund 40 Gew.-% Fe203 und 60 Gew.-% Ti02 und der idealisierten Zusammensetzung Fe3+2Ti4+3O9 bestätigen.
1994 wurde Pseudorutil mit der anhand des Neotyp-Materials neu definierten Formel von der CNMNC der International Mineralogical Association (IMA) offiziell als eigenständige Mineralart anerkannt.

## Klassifikation
In der veralteten 8. Auflage der Mineralsystematik nach Strunz ist Pseudorutil noch nicht verzeichnet.
Im zuletzt 2018 überarbeiteten „Lapis-Mineralienverzeichnis“, das sich im Aufbau noch nach der alten Form der Systematik von Karl Hugo Strunz richtet, erhielt das Mineral die System- und Mineralnummer IV/C.24-030. In der „Lapis-Systematik“ entspricht dies der Klasse der „Oxide und Hydroxide“ und dort der Abteilung „Oxide mit dem Stoffmengenverhältnis Metall : Sauerstoff = 2 : 3 (M2O3 und verwandte Verbindungen)“, wo Pseudorutil zusammen mit Armalcolit, Kleberit, Pseudobrookit und Tietaiyangit eine unbenannte Gruppe mit der Systemnummer IV/C.24 bildet.
Die von der IMA zuletzt 2009 aktualisierte 9. Auflage der Strunz’schen Mineralsystematik ordnet den Pseudorutil in die Abteilung „Metall : Sauerstoff = 2 : 3, 3 : 5 und vergleichbare“ ein. Diese ist weiter unterteilt nach der relativen Größe der beteiligten Kationen, so dass das Mineral entsprechend seiner Zusammensetzung in der Unterabteilung „Mit mittelgroßen Kationen“ zu finden ist, wo es als einziges Mitglied eine unbenannte Gruppe mit der Systemnummer 4.CB.25 bildet.
In der vorwiegend im englischen Sprachraum gebräuchlichen Systematik der Minerale nach Dana hat Pseudorutil die System- und Mineralnummer 08.04.02.01. Dies entspricht ebenfalls der Klasse der „Oxide und Hydroxide“ und dort der Abteilung „Mehrfache Oxide mit Nb, Ta und Ti“. Hier findet er sich innerhalb der Unterabteilung „Mehrfache Oxide mit Nb, Ta und Ti mit verschiedenen Formeln“ als einziges Mitglied in einer unbenannten Gruppe mit der Systemnummer 08.04.02.

## Kristallstruktur
Pseudorutil kristallisiert hexagonal in der Raumgruppe P6322 (Raumgruppen-Nr. 182) mit den Gitterparametern a = 14,37 Å und c = 4,61 Å sowie fünf Formeleinheiten pro Elementarzelle.

## Bildung und Fundorte
Pseudorutil bildet sich sekundär als metastabiles Zwischenglied bei der Verwitterung von Ilmenit. Begleitminerale sind daher neben Ilmenit noch Rutil, Anatas, Hämatit und Gadolinit.
Als seltene Mineralbildung konnte Pseudorutil nur an wenigen Orten nachgewiesen werden, wobei weltweit bisher rund 30 Vorkommen dokumentiert sind. Außer an seiner Typlokalität Neptune Island konnte das Mineral in Australien noch bei Carapooee, am Lake Boga und bei St Arnaud im Bundesstaat Victoria gefunden werden.
In Deutschland konnte Pseudorutil bisher nur im Steinbruch Buchberg bei Naundorf, bei Roda (Frohburg), im Steinbruch Diethensdorf, in alluvialen Sanden bei Königshain-Wiederau und am Landberg nahe Hetzdorf in Sachsen sowie im Tagebau Goitzsche bei Bitterfeld in Sachsen-Anhalt gefunden werden.
Der bisher einzige bekannte Fundort in Österreich ist ein natürlicher Aufschluss an der Nordflanke des Serles nahe Fulpmes und Mieders in Tirol.
Weitere Vorkommen liegen unter anderem bei Algier in Algerien, in der Prydz Bay in der Ostantarktis,  bei Nkambé in Kamerun, bei Montreal in Kanada, in der Oblast Tambow in Russland; in der Namakwa-Sandgrube in Südafrika; im tschechischen Böhmen sowie im Park County (Colorado), Florida, bei Lakehurst (New Jersey) und bei Baraboo im Sauk County (Wisconsin) in den USA.